# Batalla del Oglio
La batalla del Oglio fue un enfrentamiento militar librado en el 223 a. C., durante la guerra entre celtas y la República romana en la Galia Cisalpina, con victoria de la segunda.

## Antecedentes
Entre 225 y 222 a. C., los romanos libraron una feroz guerra para conquistar la llanura padana, al norte de la península itálica, aunque el proceso había comenzado muchas décadas antes en Sentino, cuando derrotaron a los senones, los más meridionales de los celtas. En marzo de 223 a. C., los cónsules Publio Furio Filo y Cayo Flaminio decidieron atacar a los ínsubrios. Para esto se aliaron con los anares y cenómanos. Desde Pisae embarcaron a sus legiones y desembarcaron en Genoa, cruzando luego los Alpes marítimos hacia el interior por los cauces de los ríos Polcevera y Scrivia. Las legiones jamás habían ido tan al norte, pero la moral era elevada por la expectativa de botín a pesar de estar expuestos a ataques desde las montañas. Luego decidieron pasar por tierras de sus nuevos aliados para reclutar guerreros y acopiar provisiones. Siguieron hacia el camino tierras de los anares, cruzando hacia el norte en el punto que se unen los ríos Adda y Po, sufriendo algunas bajas y acampando en la otra orilla por un breve tiempo.
Siguieron hacia territorio cenómano, cruzando el río Clusius. Posiblemente para esos momentos, sus enemigos ya desplegaran una verdadera guerra de guerrillas para debilitar a sus fuerzas. Esto habría llevado a los cónsules a retroceder hacia el Oglio, con la intención de engañar a los celtas con una falsa retirada y unirse a sus aliados cenómanos, posiblemente en Brixia. Luego entraron en zona de los ínsubrios, cruzando el Oglio posiblemente por Soncino, devastando el país al saquearlo violentamente.
Los celtas decidieron presentarles batalla campal. Posiblemente cada jefe movilizara a su propia clientela y la comandara durante la campaña. El ejército romano contaba con 40.000 soldados, entre legionarios y aliados latinos, campanios y umbrios.

## Batalla
Los romanos deseaban usar a sus aliados celtas en la batalla, pues sabían que eran muy inferiores en número. Sin embargo, temían que los traicionaran, pues su fidelidad era inconstante y posiblemente no quisieran luchar contra otros celtas. Por ello, cuando llegaron a orillas del río Oglio, las legiones cruzaron las aguas por un puente que construyeron pero dejaron al otro lado a sus aliados y derribaron la estructura. Así, los cónsules también dejaron claro a sus hombres que si perdían no tendrían escapatoria. Tras esto se prepararon para el combate.
Los tribunos militares se habían preocupado de entrenar bien a los hombres. Sabían de combates anteriores que los celtas eran más formidables en su embestida inicial, cuando están llenos de energía, y que utilizan sus largas espadas únicamente para dar tajos descendentes, pero después del primer golpe suelen doblarse y deben apoyarlas en el suelo y enderezarlas con los pies. Por ello los tribunos ordenaron distribuir entre las primeras filas las lanzas de los triarios, las hastae, y prohibieron utilizar los gladius hasta que no se acabaran las lanzas. Debe aclararse que la espada celta servía para las tácticas de esos pueblos, que consistían en cargar ferozmente e intentar romper la línea enemiga al primer choque, pero no para mantener formaciones muy cerradas. En cambio, los romanos tenían un sistema de manípulos muy flexible que les permitía adaptarse al terreno y el desarrollo de un combate.
Cuando se inició el combate, las legiones utilizaron las hastae al frente de la línea y los celtas doblaron sus espadas cortándolas. Los romanos aprovecharon entonces de acercarse, viendo que los ínsubrios estaban ocupados y no podían levantar sus espadas a tiempo y hacer su único golpe, pues sus armas carecen de punta para apuñalar. En cambio, los legionarios preferían usar las puntas de sus gladius para apuñalar la cara o el pecho de sus rivales, evitando que se doblaran y resultando muy efectivas, hasta el punto de matar a la mayoría de los que enfrentaban.

## Consecuencias
Al parecer, en Roma se produjeron fenómenos extraños que atemorizaron al Senado y lo forzaron a ordenar el final de la campaña, pues la sociedad romana era una fuertemente supersticiosa. En Piceno un río se puso rojo sangre, en Etruria se vieron llamas en el cielo y en Ariminum se vieron tres lunas. Los sacerdotes romanos que observaban el vuelo de las aves insistieron en que eran malos presagios, lo que llevó a los senadores a ordenar la retirada a toda velocidad del territorio enemigo. Sin embargo, Flaminio sólo abrió las cartas cuando ya había ganado la batalla y devastado el territorio de los celtas. Sólo entonces las legiones se retiraron por tierras de los ligures, devastando el territorio enemigo y dejando la guerra inacabada.
Cuando los cónsules volvieron, el Senado estuvo a punto de denegar el triunfo a Flaminio pero al final le permitieron celebrar. También fue acusado de una mala táctica, al desplegar a sus legiones con el río a su inmediata espalda, lo que les impedía retroceder gradualmente. Si los romanos hubieran tenido que retroceder todo hubiera acabado en un desastre, sin embargo, se olvidó al volver el ejército victorioso y cargado de botín. Ambos cónsules celebraron un triunfo el 15 de marzo de 222 a. C.. Después de esto, fueron forzados a renunciar inmediatamente a sus cargos. Antes de la batalla, el jefe celta Ariovisto había jurado llevar un torque hecho de joyas capturadas a los romanos a un santuario dedicado a su dios de la guerra, posiblemente ubicado en Mediolanum. Sin embargo, los romanos decían que por bendición de Júpiter, Flaminio pudo celebrar en su triunfo llevando un collar hecho del oro capturado a los ínsubrios.
Para el año siguiente la Cisalpina parecía pacificada, sin embargo, la ilusión duró poco. En 218 a. C. la llegada de Aníbal Barca significó el reinició de las hostilidades y la pérdida del territorio. Los romanos sólo pudieron reconquistarlo después de ganar la segunda guerra púnica y para 191 a. C. se habían impuesto nuevamente. Sin embargo,  se reporta que en 115 a. C., el cónsul Marco Emilio Escauro celebró un triunfo por derrotar a los galos carni.

### Antiguas
- Lucio Aneo Floro. Epítome. Libro I. Digitalizado por UChicago. Basado en la obra de 1924, por la Loeb Classical Library, traducción latín-inglés y edición por E. S. Forster.
- Paulo Orosio. Historia contra los paganos. Traducción latín-inglés, introducción y notas por A. T. Fear, 2010, Liverpool University Press. ISBN 9781846312397. Véase Libro IV. Versión en latín de Attalus, basada en edición de Karl Friedrich Wilhelm Zangemeister, 1889, Viena, corregida por Max Bänziger.
- Plutarco. Vida de Marcelo, parte de Vidas paralelas. Versión digitalizada en UChicago, traducción griego-inglés por Bernadotte Perrin, volumen V de Loeb Classical Library, 1917.
- Polibio. Historias. Libro II. Digitalizado por UChicago. Basado en traducción griego antiguo-inglés por William Roger Paton, 1922, Londres: W. Heinemann, volumen I de Loeb Classical Library.

### Moderna
- Bandelli, Gino (2017). "Le comunità della Transpadana dalla guerra gallica del 225-222 a.C. alla "Lex Pompeia" dell’89 a.C.: Dati recenti e problemi aperti su alcuni aspetti di ordine istituzionale". Gerión. Vol. 35, N.º 2, pp. 373-400. ISSN 0213-0181.
- Knobloch, Roberto (2012). "'...Così finì la guerra contro i Celti': gli scontri tra Romani e Insubri del 223 - 222 a.C.". En Insula Fulcherìa, vol. XLII, pp. 16-31.